# Francine York
Francine York, geborene Yerich, (* 26. August 1936 in Aurora, Minnesota; † 6. Januar 2017 in Van Nuys, Kalifornien) war eine US-amerikanische Schauspielerin.

## Leben

### Herkunft und Anfänge
Francine York wurde als ältere von zwei Töchtern des Ehepaares Frank und Sophie Yerich geboren. 1941 zog ihre Familie nach Cleveland, Ohio um. Im Alter von neun Jahren wirkte sie als Griselda bei einer Cinderella-Schulaufführung an der Hodge Grammar School mit; von da an wollte sie Schauspielerin werden. Nach der Rückkehr der Familie nach Aurora besuchte sie die Aurora High School, wo sie die Fächer Journalismus und Schauspiel (Drama) belegte.
Im Alter von 17 Jahren wurde sie Zweite bei der Schönheitskonkurrenz zur Wahl der Miss Minnesota. Sie zog nach Minneapolis und erhielt einen Job als Model für die New Yorker Textilfirma Jane Richards Sportswear. Sie modelte dann für verschiedene Warenhäuser in den Vereinigten Staaten und ging nach Nord-Kalifornien. Nach ihrem Umzug nach San Francisco besuchte sie Model-Kurse bei der House of Charm Agency, über die sie zahlreiche Model-Auftritte erhielt, u. a. bei Macy’s. Sie nahm weiter an Schönheitswettbewerben teil und wurde Zweite bei der Wahl zur Miss San Francisco.
York arbeitete als Showgirl und Tänzerin im Nachtclub Moulin Rouge auf dem Sunset Boulevard in Hollywood, als sie sich für eine professionelle Karriere als Schauspielerin entschied. Sie nahm Schauspielunterricht bei Jeff Corey und Jack Kosslyn. Sie erhielt ein Theaterengagement für das Stück Whisper In God’s Ear am Circle Theatre und wurde schließlich von einem Filmproduzenten entdeckt, über den sie ihre erste Kinorolle erhielt, in Secret File: Hollywood (1962).

### Film
Als Filmschauspielerin gelang York der Durchbruch mit ihrer Mitwirkung in der Komödie Geld spielt keine Rolle (1962), in der sie eine Sexbombe spielte, die die Aufmerksamkeit des Elektrikers Lester March (Jerry Lewis) erregt. Lewis engagierte sie anschließend für fünf weitere seiner Filme: Der verrückte Professor (1963), Die Heulboje (1964), Der Tölpel vom Dienst (1964), Das Familienjuwel (1965) und später noch in Immer auf die Kleinen (1983), wo sie die elegante Marquise Marie du Bois spielte.
Zu ihren weiteren Filmen gehören die Filmkomödie Zwei erfolgreiche Verführer (1964, mit Marlon Brando und David Niven), die Musikkomödie Cowboy Melodie (1965, mit Elvis Presley), der Western Kanonen für Cordoba (1970; mit George Peppard), in dem sie eine Nacktszene hatte und einen Bauchtanz aufführte, und einige Science-Fiction-Filme, die heute Kult-Status besitzen, wie Space Probe Taurus (1965), in dem sie die erste weibliche Astronautin der Welt spielte. In ihrem in den Vereinigten Staaten wohl bekanntesten Film, dem Actionfilm The Doll Squad (1973), verkörperte sie Sabrina Kincaid, die Anführerin einer weiblichen Elite-Einheit, die einen Wahnsinnigen davon abzuhalten versucht, die Erde mit einem tödlichen Virus zu infizieren. Der Film gilt als Vorläufer zu 3 Engel für Charlie (2000).
Sie spielte Marilyn Monroe in der Filmbiografie Marilyn: Alive and Behind Bars (1992). In der Filmkomödie Family Man – Eine himmlische Entscheidung (2000) war sie Lorraine, die Schwiegermutter der männlichen Hauptfigur Jack Campbell, gespielt von Nicolas Cage.

### Fernsehen
York spielte in über 100 Fernsehrollen. Ihre Fernsehkarriere dauerte von 1959 bis 2015. Sie hatte Gastauftritte in fast allen US-amerikanischen Serien und Serien-Specials.
1961 spielte York, an der Seite ihres einstigen Kindheits-Idols Shirley Temple, eine Menschenprinzessin in Hans Christian Andersens Märchen Die kleine Meerjungfrau für die NBC-Kinderserie Shirley Temple’s Storybook.
Zu ihren bekanntesten Serienrollen gehören: die englische Schauspielerin Lillie Langtry (neben Peter Whitney als Richter Roy Bean) in der Folge A Picture of a Lady der US-Serie Im wilden Westen (1965), die Mitangeklagte Bobbi Dane in der Folge The Case of the Sausalito Sunrise in Perry Mason (1965), insbesondere Lilly Limpet, die Gangsterbraut und Handlangerin des Bösewichts Bookworm (Roddy McDowall) in Batman (1966), die ein langweiliges Buch einsetzt, um Robin zum Schlafen zu bringen, um dann mit dem Batmobil zu fahren, die attraktive Venus von Milo in Verliebt in eine Hexe (1971), sowie Sharon, die Teilnehmerin in einem Backwettbewerb in Männerwirtschaft (1971) und die Ex-Prostituierte und Erpresserin Lorraine Farr Temple in Zeit der Sehnsucht (1978). In späteren Jahren war sie in Hot in Cleveland (2012, als britische Matriarchin Lady Natalie) und Bucket & Skinner (2012, als Tante Bitsy) zu sehen.
Sie hatte außerdem Gastauftritte in Slattery’s People (1965; als Sekretärin von Richard Crenna), Der Chef (1968; 1969), Einsatz in Manhattan (1974), Die Straßen von San Francisco (in drei Folgen zwischen 1974 und 1977), Columbo (1975), Petrocelli (1975; 1976), Trio mit vier Fäusten (1985), Matlock (1991) und Las Vegas (2005).

### Privates
York galt als Fitness- und Ernährungsexpertin. Sie betätigte sich als Gourmet-Köchin; bei zahlreichen Fernsehauftritten zeigte sie ihre Kochkünste. Viele ihrer Rezepte und Fitness-Programme wurden in US-Gesundheitsmagazinen veröffentlicht.
York war unverheiratet. Bis zu seinem Tode im Jahr 2006 war sie über 10 Jahre mit dem Regisseur Vincent Sherman (Der Mann aus Philadelphia) zusammen. Sie starb im Alter von 80 Jahren im Valley Presbyterian Hospital in Van Nuys, Kalifornien, an einer Krebserkrankung.

## Filmografie (Auswahl)
- 1961: Shirley Temple’s Storybook: The Little Mermaid (Fernsehserie)
- 1962: Secret File: Hollywood
- 1962: Geld spielt keine Rolle (It’s Only Money)
- 1963: Der verrückte Professor (The Nutty Professor)
- 1964: Die Heulboje (The Patsy)
- 1964: Zwei erfolgreiche Verführer (Bedtime Story)
- 1964: Der Tölpel vom Dienst (The Disorderly Orderly)
- 1964; 1965: Im wilden Westen (Death Valley Days) (Fernsehserie, zwei Folgen)
- 1964–1965: Amos Burke (Fernsehserie, fünf Folgen)
- 1965: Das Familienjuwel (The Family Jewels)
- 1965: Slattery’s People (Fernsehserie, eine Folge)
- 1965: Cowboy Melodie (Tickle Me)
- 1965: SS-X-7 – Panik im All (Mutiny in Outer Space)
- 1965: Space Probe Taurus
- 1965; 1966: Perry Mason (Perry Mason) (Fernsehserie, zwei Folgen)
- 1966: Batman (Fernsehserie, zwei Folgen)
- 1966: Curse of the Swamp Creature (Fernsehfilm)
- 1968; 1969: Der Chef (Ironside) (Fernsehserie, zwei Folgen)
- 1970: Kanonen für Cordoba (Cannon for Cordoba)
- 1971: Männerwirtschaft (The Odd Couple) (Fernsehserie, eine Folge)
- 1971: Verliebt in eine Hexe (Bewitched) (Fernsehserie, eine Folge)
- 1973: The Doll Squad
- 1974: Kojak – Einsatz in Manhattan (Kojak) (Fernsehserie, eine Folge)
- 1974; 1976; 1977: Die Straßen von San Francisco  (The Streets of San Francisco) (Fernsehserie, drei Folgen)
- 1975: Columbo: Tödliches Comeback (Forgotten Lady) (Fernsehreihe)
- 1975: Ein Traumhaus für zwei (Half a House)
- 1975; 1976: Petrocelli (Fernsehserie, eine Folge)
- 1976: Die Flut bricht los (Flood) (Fernsehfilm)
- 1978: Zeit der Sehnsucht (Days of Our Lives) (Fernsehserie, 26 Folgen)
- 1983: Immer auf die Kleinen (Cracking Up!)
- 1985: Trio mit vier Fäusten (Riptide) (Fernsehserie, eine Folge)
- 1991: Matlock (Fernsehserie, eine Folge)
- 1992: Marilyn Alive and Behind Bars
- 2000: Family Man (Family Man)
- 2001: Fesseln der Lust (Last Cry)
- 2012: Bucket & Skinner (Fernsehserie, eine Folge)
- 2012: Hot in Cleveland (Fernsehserie, eine Folge)
- 2015: The Mindy Project (Fernsehserie, eine Folge)